# Grupo NGC 1023
O Grupo NGC 1023 é um grupo de galáxias a aproximadamente 20.6 milhões de anos-luz de distâncias da Terra. O grupo reside perto na Nuvem de Canes Venatici no Superaglomerado de Virgem.

## Membros
| Nome     | Tipo      | Magnitude |
| -------- | --------- | --------- |
| NGC 1023 | SB(rs)0   | +10.65    |
| NGC 925  | SAB(s)d   | +10.96    |
| NGC 891  | SA(s)b    | +11.24    |
| NGC 1239 | SAB(rs)cd | +12.14    |
| NGC 1058 | SA(rs)c   | +12,26    |

Prováveis (anãs): DDO 24, DDO 25.

Possíveis membros: NGC 672, IC 1727, NGC 1156(?).

Possíveis (anãs): DDO 11, DDO 17, DDO 19, DDO 22, DDO 26.